# Sphaerirostris maryasis
Sphaerirostris maryasis är en hakmaskart som först beskrevs av T.K. Datta 1932.  Sphaerirostris maryasis ingår i släktet Sphaerirostris och familjen Centrorhynchidae. Inga underarter finns listade i Catalogue of Life.